# Candida canberraensis
Candida canberraensis är en svampart som beskrevs av Kurtzman 2001. Candida canberraensis ingår i släktet Candida, ordningen Saccharomycetales, klassen Saccharomycetes, divisionen sporsäcksvampar och riket svampar.   Inga underarter finns listade i Catalogue of Life.